# Andrena atrotegularis
Andrena atrotegularis är en biart som beskrevs av Hans Hedicke 1923. Andrena atrotegularis ingår i släktet sandbin, och familjen grävbin. Inga underarter finns listade i Catalogue of Life.